# Памятник Героическому Комсомолу
Памятник Героическому Комсомолу — скульптурный монумент в Санкт-Петербурге, установленный в 1968 году на Комсомольской площади. Посвящён героизму и трудовым подвигам комсомольцев. Проект памятника выполнен авторским коллективом в составе скульпторов В. И. Гордона, В. Г. Тимошенко, О. И. Кузнецова, архитекторов Б. Б. Фабрицкого и И. П. Шмелёва. Памятник является объектом культурного наследия регионального значения.

## История
В ходе празднования 40-летия ВЛКСМ в Ленинграде было решено установить памятник комсомолу. Его торжественная закладка состоялась 29 октября 1958 года в Автове на Круглой площади, которая после этого была переименована в Комсомольскую. Место для установки памятника было выбрано в связи с тем, что в этом районе в 1918 году образовались первые комсомольские ячейки. В 1959 году был объявлен открытый конкурс проектов памятника, который должен был быть «простым, величественным, раскрывающим средствами архитектуры и скульптуры его идейное содержание». В 1961 году были подведены итоги конкурса. Предпочтение было отдано проекту творческого коллектива скульпторов В. И. Гордона и В. Г. Тимошенко. По предложению авторов памятник было решено установить не на самой Комсомольской площади, а на прилегающем к ней сквере. Для постамента в карьере «Ровное» на Карельском перешейке был вырублен гранитный монолит весом 250 тонн. Бронзовая скульптура была отлита на заводе «Монументскульптура».
Торжественное открытие памятника, приуроченное к 50-летию ВЛКСМ, состоялось 27 октября 1968 года. Тогда же в основание монумента была замурована гильза с посланием комсомольцам 2018 года: «Комсомол Ленинграда в 2018 год посылает письмо это смене своей комсомольской. Вспомните нас на столетнем празднике вечной и свободной молодости Земли, мы к нему тоже причастны. Вспомните! Без памяти нет грядущего».
В 2017 году была проведена реставрация памятника.

## Описание
Авторы воплотили обобщённый образ юноши, «вся фигура которого исполнена неукротимой энергии и воли». Бронзовый восьмиметровый комсомолец призывно поднимает вверх правую руку. Его голова в будёновке гордо откинута назад.